# IBK Göteborg
IBK/IBF Göteborg är en innebandyklubb som ligger i Göteborg och är en sammanslagning av Björkekärrs IK och RBK Göteborg. Damlaget heter IBK Göteborg, och herrlaget heter IBF Göteborg. Klubben bildades 2007 och har idag cirka 1 000 medlemmar. Idag är IBK Göteborg en av Sveriges största ungdomsklubbar. Damlaget gick via serieseger säsongen 12/13 upp i div 1 till säsongen 13/14, herrlaget i Allsvenskan.

## Matchkläder
IBK/IBF spelar sina hemmamatcher i vit tröja, svarta shorts och svarta strumpor, och sina bortamatcher i röd tröja, svarta shorts och vita strumpor.